# St. Brictius (Schöppingen)

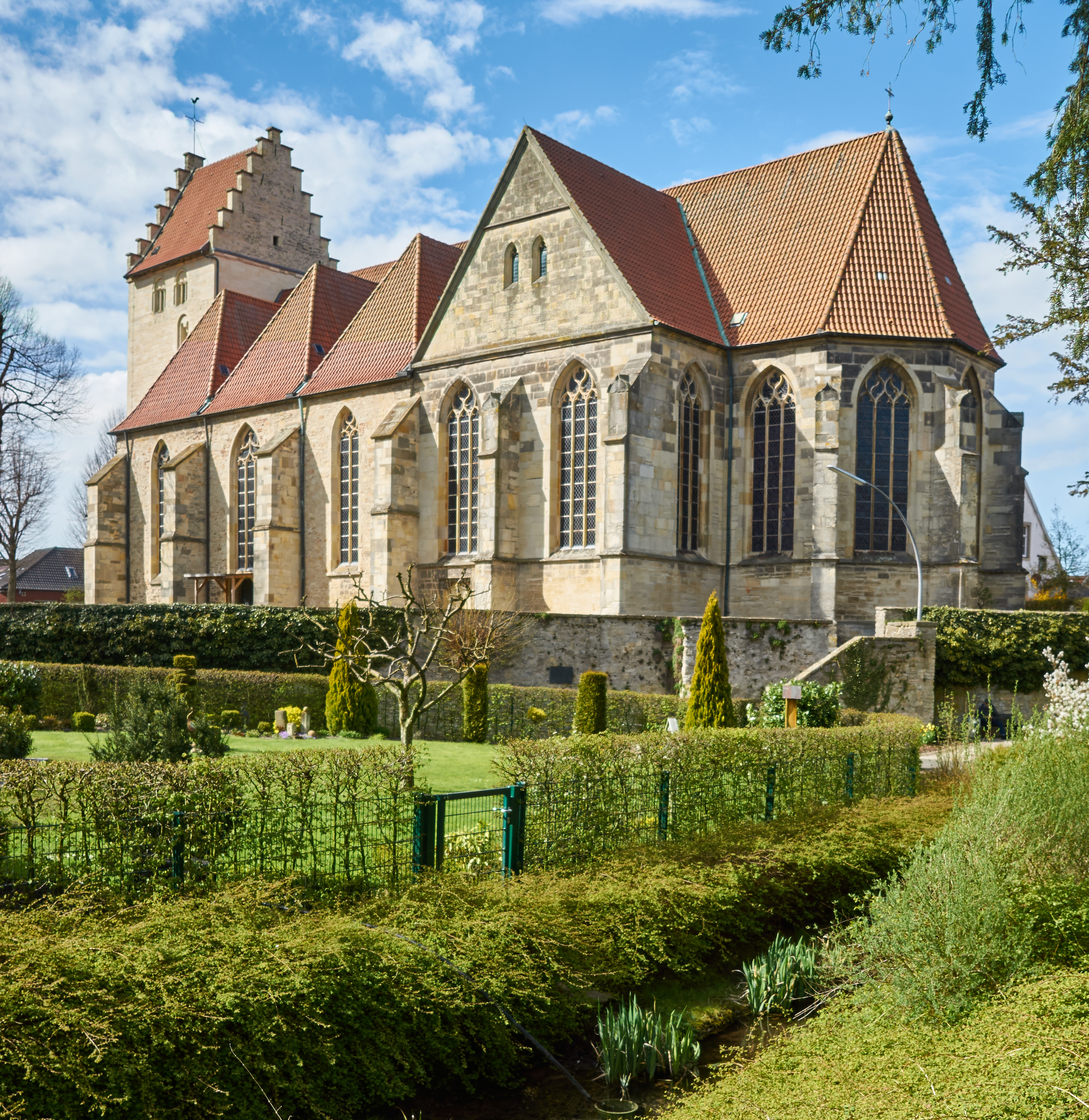
Pfarrkirche St. Brictius

St. Brictius ist eine Pfarrkirche in Schöppingen, einer Gemeinde im westlichen Münsterland im Nordwesten des Bundeslands Nordrhein-Westfalen.

## Geschichte

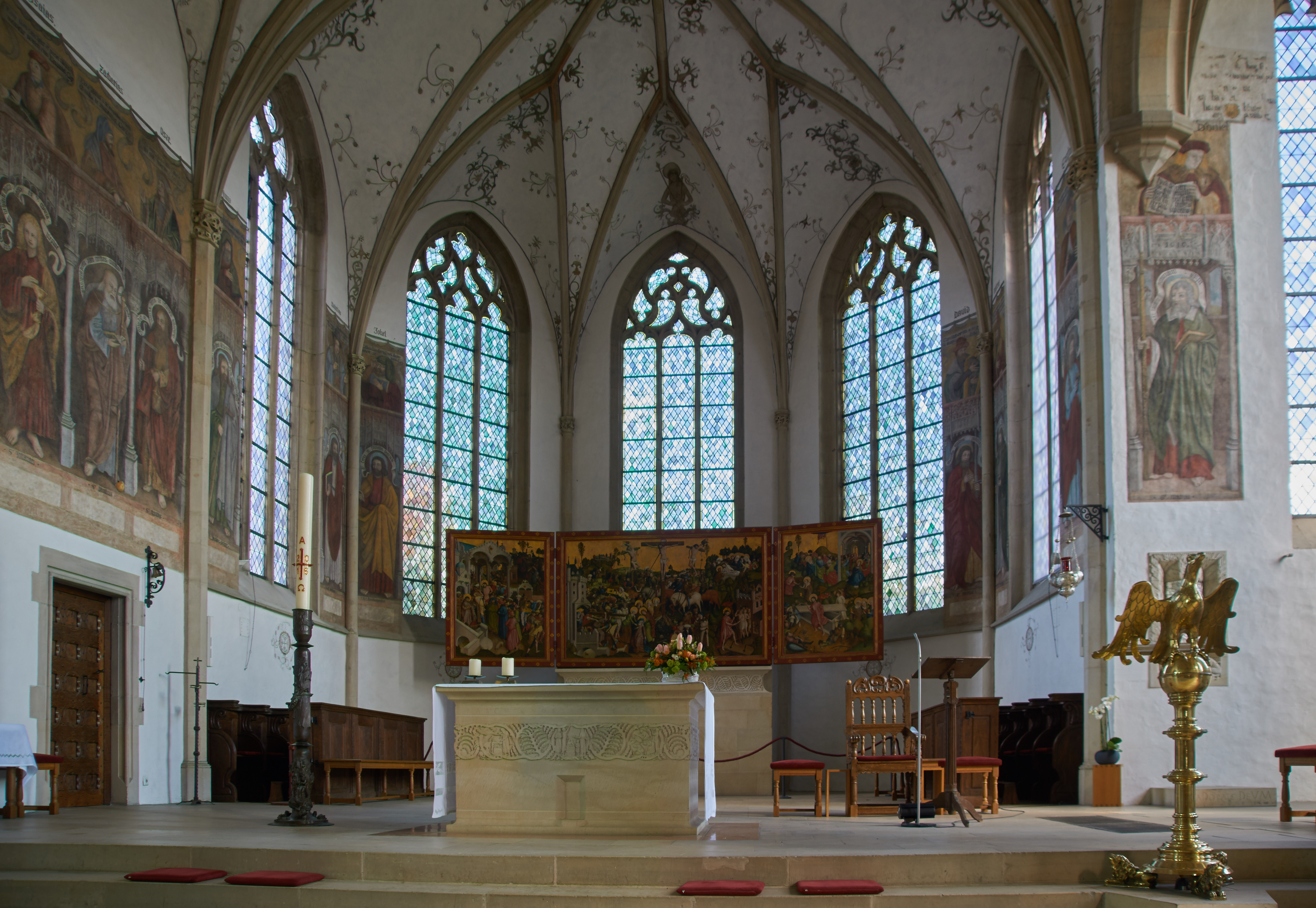
Chor mit Schöppinger Altar

In den Sachsenkriegen (772–804) eroberten die Heere Karls des Großen unter anderem das Münsterland. In Abständen von Tagesmärschen wurden militärische Stützpunkte an „Königshöfen“ errichtet und darauf Kirchen erbaut, die Zentren der Missionierung werden sollten. Sie wurden fränkischen Heiligen geweiht – so in Schöppingen dem heiligen Brictius von Tours und Nachfolger des Hl. Martin (397–444). Dies geschah etwa zwischen 785 und 792. In dieser Zeit begann die Missionierung des Münsterlandes durch den Hl. Liudger.

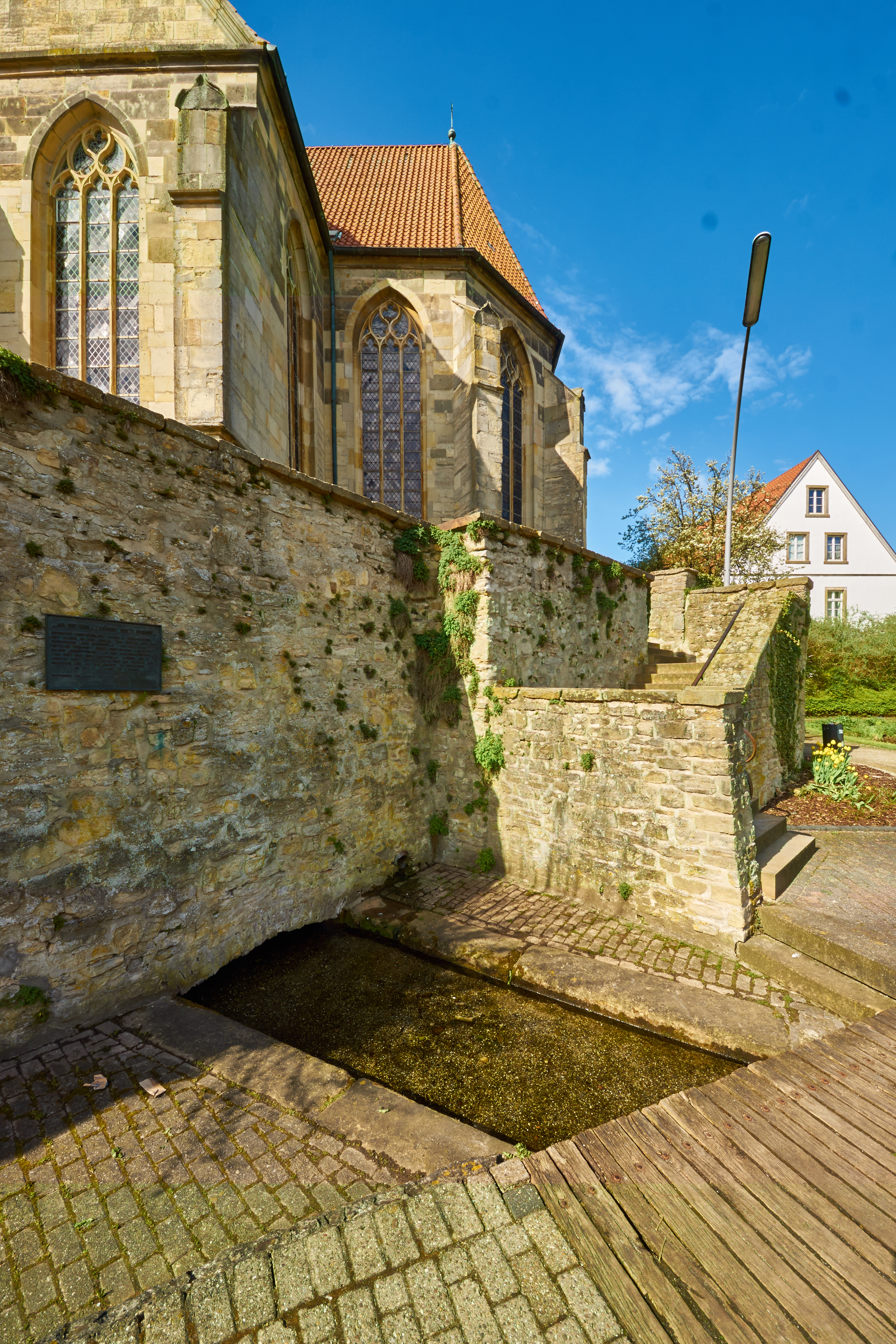
Unter St. Brictius entspringt die Welle

Die Schöppinger Kirche wurde auf einer eroberten sächsischen Fliehburg erbaut, an deren Fuß eine Quelle, die „Welle“, entspringt, die Gerichtsort und vielleicht auch Kultstätte war. Die erste Kirche war circa 8 × 15 Meter groß und wahrscheinlich schon aus Stein gebaut. Als Liudger am 30. März 805 zum ersten Bischof von Münster geweiht wurde, wurde die Schöppinger Taufkirche Pfarrkirche. Zum ersten Mal wird sie in der Kaiserurkunde vom 7. Juni 838 erwähnt, in der Kaiser Ludwig der Fromme die Kirchen zu Reni (Rheine), Wateringas (Wettringen) und Stochheim im Gau Scopingus (Schöppingen) dem Kloster Herford schenkte.
Um 1100 baute man die Kirche neu. Aus dieser Zeit steht noch der mächtige Turm, der um 1230 um ein Glockengeschoss aufgestockt wurde und seine heutige Form mit zwei Treppengiebeln erhielt. Um 1390 erbaute man außerhalb der karolingischen Kirchenburg die Stadt Schöppingen mit Wall und Graben, zwei Toren und zentral gelegenem Rathaus. Die Kirche lag nun außerhalb des befestigten Ortes. In der „Münsterischen Stiftsfehde“ brannte sie am 30. April 1453 ab, bis auf den Turm und die Umfassungsmauern – Brandspuren finden sich noch heute am Turm. Die Kirche wurde als zweischiffige, gotische Hallenkirche wieder aufgebaut, wobei der Hauptaltar genau an der Stelle des alten Hauptaltars wieder seinen Platz fand.
Im Spanisch-Niederländischen Krieg (1566–1609) und dem anschließenden Dreißigjährigen Krieg (1618–1648) ist Schöppingen stark zerstört worden. Die Kirche war verwüstet und unbrauchbar. Bei der Wiederherstellung übertünchte man die Wandgemälde der Apostel und Propheten sowie die Gewölbemalerei (erst 1930 wiederentdeckt). Das Altarbild des „Meister des Schöppinger Altars“ wurde an die nördliche Seitenwand gehängt, es hieß jetzt das „Bild vom bitteren Leiden Jesu“. Ein großer barocker Hochaltar und zwei Seitenaltäre wurden aufgestellt (entfernt 1876 bzw. 1923).
Ende des 19. Jahrhunderts wurde beschlossen, die Kirche abzureißen und durch eine neogotische Kirche mit 75 Meter hohem Turm zu ersetzen. Entwürfe sind im Pfarrarchiv erhalten, das Geld war schon erspart – als der Erste Weltkrieg ausbrach und den Plan vereitelte. In der Inflationszeit musste man sich mit einer Erweiterung begnügen, und so wurde 1923–26 die bis dahin noch stehende nördliche Seitenwand des romanischen Vorgängerbaus abgerissen und das nördliche, sehr breite Seitenschiff an die bisherige Kirche angebaut, um möglichst viel Platz zu schaffen. Gleichzeitig gestaltete man die Kirche im Inneren völlig neu: Das Altarbild wurde in einen neuen reichgeschnitzten, bis ins Gewölbe reichenden Hochaltar eingefügt. Die bald darauf wiederentdeckten Wand- und Gewölbemalereien wurden freigelegt und restauriert.
Nach der Liturgiereform des 2. Vatikanischen Konzils wurde 1964–66 das Innere wieder völlig umgestaltet: Man stellte einen neuen Altar, Ambo, Tabernakel und Priestersitz auf, das Altarbild erhielt eine neue schlichte Aufstellung. Zur 1150-Jahr-Feier im Jahr 1988 wurden Inneres und Äußeres der Kirche restauriert.

## Namenspatron: Brictius
Der heilige Brictius lebte um 400 nach Christus in Tours in der römischen Provinz Gallien. Er wurde 397 Nachfolger des heiligen Martin (der mit dem Mantel) als Bischof von Tours. 30 Jahre später wurde er beschuldigt, Vater eines unehelichen Kindes zu sein. Als Beweis für seine Unschuld sollte er glühende Kohlen in seinem Mantel zum Grabe seines Vorgängers Martin tragen. Er überstand die Prüfung unbeschadet. Brictius starb als nach 47 Jahren als Bischoff 444 nach Christus.

## Vor der Kirche
Mutter Gottes an der Linde (Gertrud Büscher-Eilert, 1948). Der Brunnen mit der Pumpe stellt die Begegnung Jesu mit den Samaritern dar. Er erinnert an das ewige Leben, das Jesus durch Glauben und Taufe schenkt. Das Labyrinth zeigt, dass unser Leben ein Weg zu Gott mit Windungen, Wirrungen und Sackgassen ist. Über dem Nordportal ist die Paradies-Erzählung, über dem Südportal Jesus als guter Hirte dargestellt.

## Innere Architektur
Im Westen führen zwei Stufen hinab in die Taufkapelle. Der spätgotische Chorraum von 1509–1512 hat ein flaches Gewölbe auf hohen starken Säulen. Das 1923–1926 erbaute breite nördliche Seitenschiff ist an die spätgotische Architektur der Kirche angepasst.

## Ausstattung

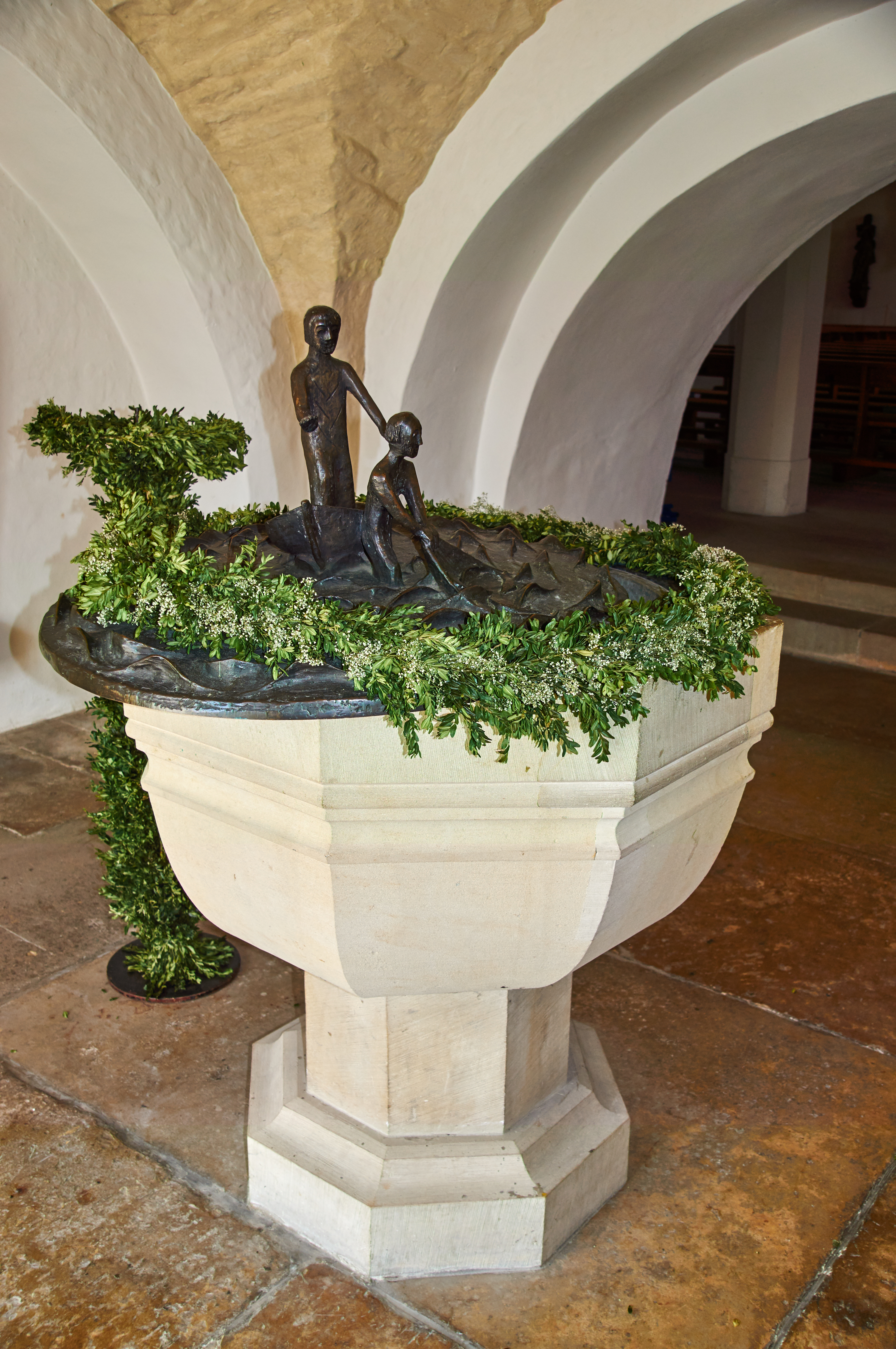
Taufstein

### Taufstein
In der Mitte der Taufkapelle steht der schlichte Taufstein aus dem 15. Jahrhundert, der um 1830 überarbeitet wurde. Den Bronzedeckel mit der Darstellung des Fischfangs schuf Hubert Teschlade aus Nienberge 1953.

### Malerei
Im zweiten Joch des Mittelschiffs ist noch Gewölbemalerei aus der Erbauungszeit der Kirche erhalten. Im Gewölbe über den Chorstufen ist St. Brictius dargestellt. Im Chorhaupt steht Christus als Schmerzensmann genau über dem Altarbild.

### Altar
Der Altar wurde 2003 von Karl Matthäus Winter aus Limburg geschaffen. Auf dem umlaufenden Fries sind sieben alttestamentarische Ereignisse dargestellt:
- Melchisedech opfert Brot und Wein (linke Schmalseite)
- Abraham opfert seinen Sohn Isaak (Vorderseite links)
- Pascha-Mahl beim Auszug aus Ägypten (Vorderseite Mitte)
- das Mannawunder in der Wüste (Vorderseite rechts)
- die Bundeslade und die Schaubrote (rechte Schmalseite)
- die Kundschafter mit der Traube (Rückseite links)
- der Engel stärkt Elias in der Wüste (Rückseite rechts)

Eine umlaufende Inschrift lautet:

### Wandtabernakel
Ebenfalls von Karl Matthäus Winter geschaffen wurde das Wandtabernakel. Es zeigt die Selbstoffenbarung Gottes am brennenden Dornbusch.

### Osterleuchter
Der Osterleuchter vor dem Chorgestühl ist ein Werk von Jochem Pechau aus Köln von 1986. Auf dem Leuchterfuß sind Adam und Eva und der Sündenfall im Paradies und darunter die Symbole der Laster dargestellt. Oben wachsen Ähren, Trauben und Osterblumen dem Licht entgegen. Der Engel weist auf das leere Grab und das Leinentuch. Das Lamm Gottes erinnert an den Opfertod Christi.

### Sakristeitür
Die Sakristeitür stammt noch aus der Zeit der Erbauung des Chorraumes (1509–1512). Der schmiedeeiserne Griff zeigt ein Nilpferd.

### Apostelzyklus
Der gemalte Apostelzyklus ist nirgendwo so vollständig wie in Schöppingen und einzigartig in Norddeutschland. Die 12 Apostel stehen zu zweit in gemalten Nischen den Altarraum. Jeder trägt außer seinem Attribut ein Schriftband mit einem der 12 Glaubensartikel.
Die Reihe beginnt mit dem Apostel Paulus, dem Patron des Bistums und des Domes in Münster. Die Reihenfolge ist entsprechend dem zugeordneten Glaubensartikel gewählt. Über den Aposteln schauen die Halbbildnisse von Propheten und Patriarchen von einer Galerie. Inschriften darüber beziehen sich auf den darunter stehenden Glaubensartikel.
Die Wandmalereien wurden nach 1512 durch einen noch nicht identifizierten Meister geschaffen.

### Flügelaltar desMeisters des Schöppinger Altars

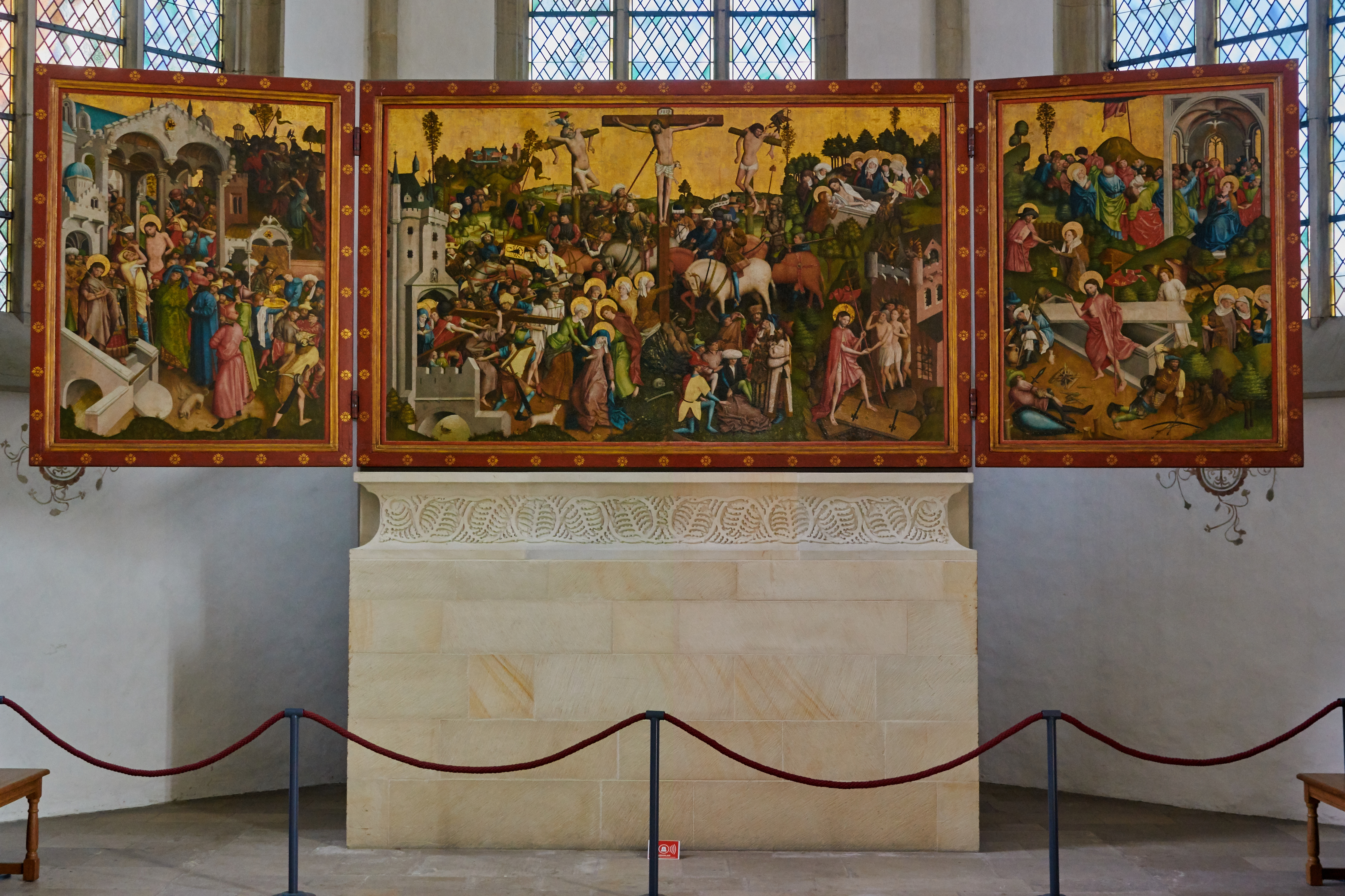
Schöppinger Altar

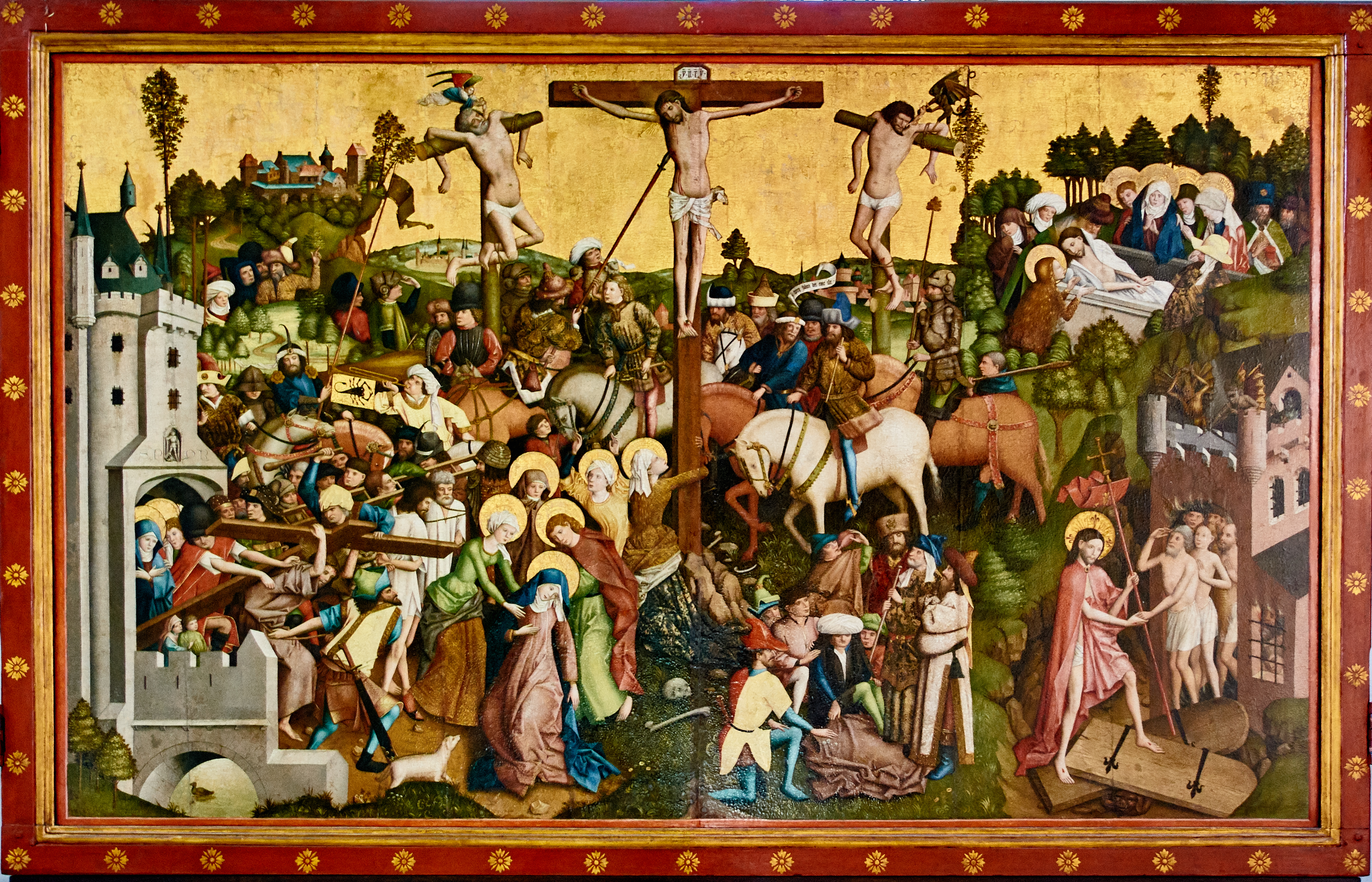
Mitteltafel des Altars

Berühmtestes Stück der Ausstattung der St.-Brictius-Kirche ist der gemalte Flügelaltar des ungenannten Meisters von Schöppingen, eines der bedeutendsten Werke der spätgotischen Malerei Westfalens. Der „Meister von Schöppingen“ verzichtete bei der Gestaltung des Flügelaltares auf die sonst üblichen Heiligengeschichten und konzentrierte sich auf den Kern der christlichen Verkündigung. Er fasst die beiden Hauptereignisse der Heilsgeschichte zu jeweils einer Ansicht zusammen: Die Menschwerdung (Verkündigung und Geburt) auf den Außenseiten der geschlossenen Altarflügel und die Erlösung (Leidensgeschichte, Kreuzigung, Auferstehung, Himmelfahrt, Geistsendung) auf Mitteltafel und Innenseiten der Altarflügel. Weil es sich jeweils um ein einziges „Ereignis“ handelt, malte er die Szenen als erster nicht als Einzelbilder, sondern durchlaufend. Der Schöppinger Altar hat also keine Festtags- und Werktagsseite wie alle anderen Altarbilder seiner Zeit und vor ihm, sondern zwei Ansichten entsprechend dem Weihnachts- und Osterfestkreis.

### Gabelkreuz
In linken Seitenschiff hängt das große Gabelkreuz mit dem Gekreuzigten in Überlebensgröße. Es wurde um 1460 geschaffen. Die erhaltene ursprüngliche Bemalung zeigt bläuliche Adern und Blutstropfen auf der fahlen Haut. Auf dem Kopf trägt Christus eine echte Dornenkrone. Die Form des Kreuzes weist auf das Kreuz als Baum des Lebens hin. 500 Jahre lang wurde das Kreuz bis 1960 bei Prozessionen durch die Gemeinde getragen.

### Kreuzweg
An der rechten Seitenwand laden die 14 Stationen zum Betrachten ein. Die Bilder wurden 1890 auf Leinwand gemalt und 1779 erworben. Die 12. Station "Jesus stirbt am Kreuz" wurde wahrscheinlich um 1570 für das Kloster Kleinburlo geschaffen. Ein 15. Kreuzwegstation ist eine Alabasterarbeit. Schöpfer des Werkes ist vermutlich Gerhard Gröninger (um 1620).

### Passionsreliefs
Im Seitenchor sind drei Passionsreliefs aus Bildstöcken eingelassen. Zwei stammen von Bernd Meiring (1631–1703), das mittlere ist aus dem 16. Jahrhundert.

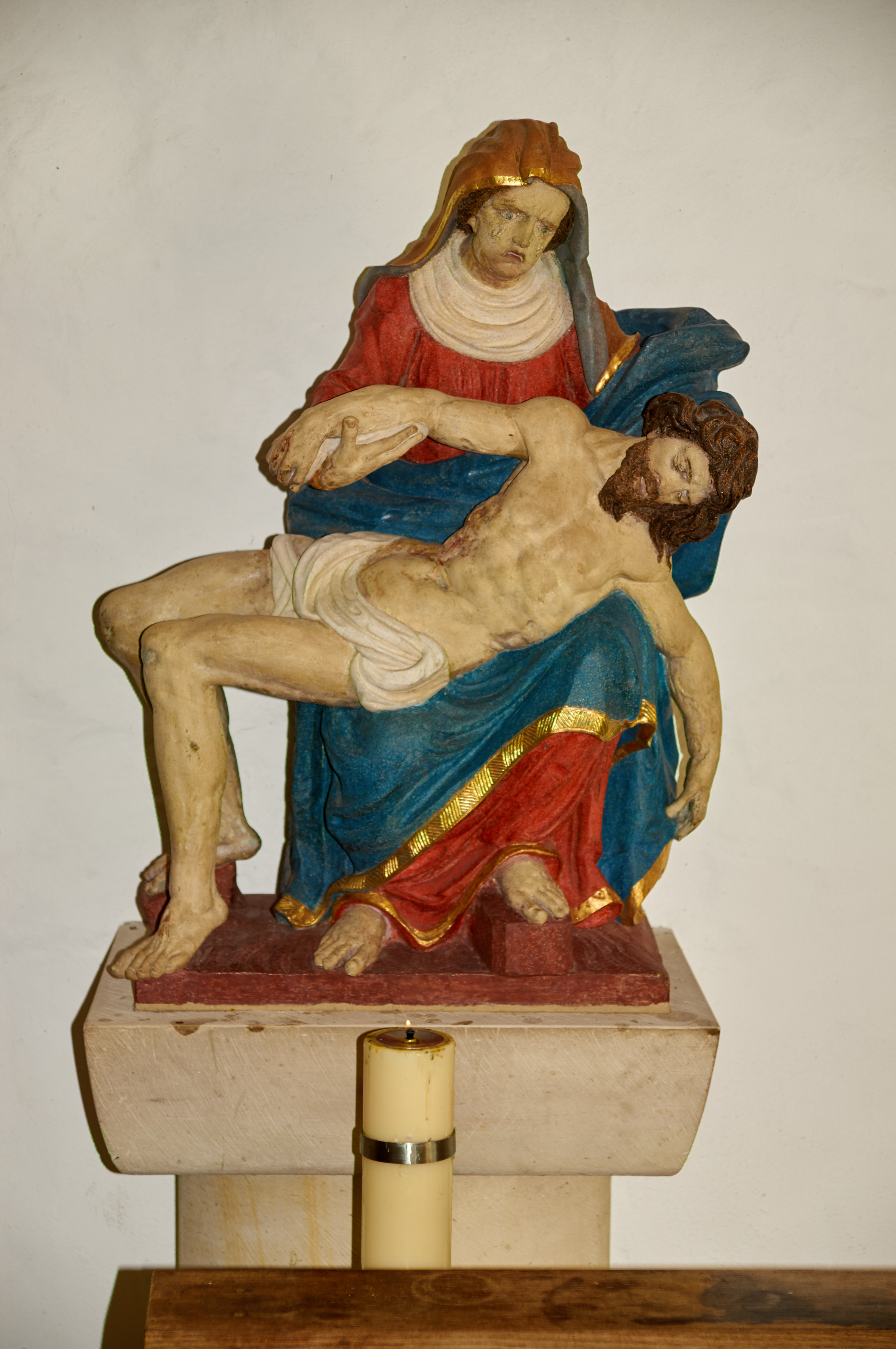
Pietà

### Madonna mit Strahlenkranz
Sie befindet sich an der vorderen Säule rechts und ist ein Werk aus 1480/90. Das Zepter in ihrer rechten Hand ist eine moderne Ergänzung, der Strahlenkranz wurde im 17. Jahrhundert hinzugefügt. In der Mondsichel zu Füßen der Maria ist ein gotischer Vierpass mit einer Kreuzigungsdarstellung in Emaille eingefügt, der vor 1300 entstanden ist.

### Sonstiges
- Pietà in der Taufkapelle von 1680[1]
- Chorgestühl von 1788
- Ambo von 2003

### Orgel
Schon im 15. Jahrhundert ist in Schöppingen eine Orgel nachweisbar. Die heutige Orgel ist ein Werk von Paul und Dieter Ott aus Göttingen. Sie entstand 1981–83, sie hat einen Umfang von 2915 Pfeifen in 41 Registern auf drei Manualen (Hauptwerk 10, Schwellwerk 13, Rückpositiv 9) und Pedal (9). Mit ihrem Klang orientiert sie sich an der westfälischen Orgelbautradition des 17. und 18. Jahrhunderts. Eine Inschrift auf der Orgel lautet:

ORGANA  DESONENT  CHRISTO  LAVDESQVE DECVSQVE RECREANT  VARIO  PECTORA  VESTRA  SONO

(Christus Lob und Ehre zu bringen erklinge die Orgel, reich an verschiedenem Klang mache sie froh euer Herz)

Auf dem Rückpositiv steht die Nachbildung eines Schafs, das der Organist vom Spieltisch aus blöken lassen kann.

## Glocken
Im Kirchturm befindet sich ein sechsstimmiges Glockengeläut, dessen zwei historische Glocken mit einer weiteren Glocke in einem Glockenstuhl von 1517 hängen. Glocke 6 wurde 1948 erworben.
| Glocke | Name            | Durchmesser | Gewicht ≈ | Schlagton | Gussjahr | Gießer                           |
| ------ | --------------- | ----------- | --------- | --------- | -------- | -------------------------------- |
| 1      | Salvator-Glocke | 1488 mm     | 1805 kg   | des'-6    | 1517     | Heinrich von Dortmund            |
| 2      | Marien-Glocke   | 1334 mm     | 1250 kg   | es'-5     | 1684     | Urbanus Hardinck (Coesfeld)      |
| 3      | Brictius-Glocke | 1181 mm     | 1047 kg   | f'-5      | 1948     | Petit & Gebr. Edelbrock, Gescher |
| 4      | Paulus-Glocke   | 987 mm      | 650 kg    | as'-6     | 1977     | Petit & Gebr. Edelbrock, Gescher |
| 5      | Petrus-Glocke   | 872 mm      | 420 kg    | b'-4      | 1977     | Petit & Gebr. Edelbrock, Gescher |
| 6      | Josef-Glocke    | 549 mm      | 103 kg    | f"-3      | 1948?    | Petit & Gebr. Edelbrock, Gescher |

Zwei Glocken tragen Inschriften:
- Glocke 1 Salvator:
Vivos voco, mortus plango, fulgura frango – Die Lebenden rufe ich, die Toten beklage ich, Blitze breche ich
Salvator is min name min gheluit si gode bequaim
de lebendighen roep ick den doden beschrei ick
hagel un donder verstuer ick
henricus de tremona me facit anno xv'xvii
(Heinrich von Dortmund schuf mich im Jahre 1517)
- Glocke 4 Paulus:
Vocor paVLVs
apeLLo pIos pIgros peCCatores
Deo eXhortante per Me

Mein Name ist Paulus, ich rufe die Frommen,
die Säumigen und die Sünder
Gott mahnt durch mich!
Folgende Melodien läuten die Glocken:

Gloria in excelsis Deo: Paulus, Brictius, Maria, Salvator

Te deum: Brictius, Paulus, Petrus

Salve Regina: Salvator, Brictius, Paulus, Petrus

## Trivia
In der Kirchengemeinde St. Brictius wird in der Fronleichnamsprozession noch der Brauch des Torstentragens gepflegt.